# Аномалии развития женских половых органов
К аномалиям развития женских половых органов относят врождённые нарушения анатомического строения гениталий в виде незавершённого органогенеза, отклонения от величины, формы, пропорций, симметрии, топографии, наличие образований, не свойственных женскому полу в постнатальный период.
К аномалиям развития женских половых органов относятся:
а) нарушение в анатомическом строении;
б) задержка развития правильно сформированных половых органов.

## Причины
К возникновению аномалий развития женских половых органов приводят наследственные, экзогенные, мультифакториальные факторы. Возникновения пороков развития гениталий относят к критическому периоду внутриутробного развития. В основе лежит отсутствие слияния каудальных отделов парамезонефральных мюллеровых протоков, отклонения в преобразованиях урогенитального синуса, а также патологическое течение органогенеза гонад, который зависит от развития первичной почки. Эти отклонения составляют 16 % всех аномалий.
Аномалии развития половых органов чаще возникают при патологическом течении беременности у матери в разные сроки беременности. Это ранние и поздние гестозы, инфекционные заболевания, интоксикация, эндокринные нарушения в организме матери.
Кроме того, аномалии развития женских половых органов могут возникать под влиянием вредных факторов внешней среды, профессиональных вредных воздействий у матери, отравлениях токсическими веществами.
Наряду с аномалиями гениталий, в 40 % случаев встречаются аномалии мочевыделительной системы (односторонняя агенезия почки), кишечника (атрезия заднего прохода), костей (врождённый сколиоз), а также врождённые пороки сердца.

## Существуют следующие типы нарушений
1. Агенезия — отсутствие органа.

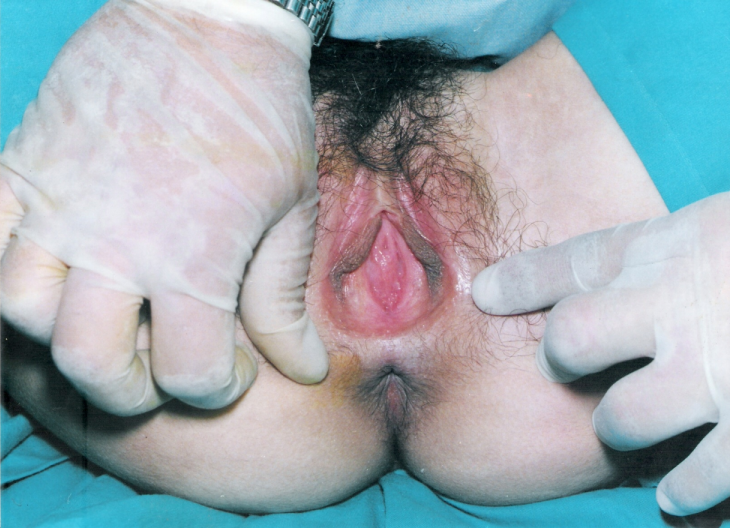
Агенезия влагалища. Синдром Рокитанского-Майера-Костнера

2. Аплазия — отсутствие части органа.
3. Атрезия — отсутствие, недоразвитие или заращение канала или отверстия.
4. Гетеротопия — наличие клеток того или иного вида в другом органе.
5. Гиперплазия — разрастание органа.
6. Гипоплазия — уменьшение органа.
7. Стеноз — сужение канала.

Полное отсутствие матки встречается при сопутствующих и других тяжелых пороках развития:

### Аплазия влагалища
Полное отсутствие влагалища (aplasia vaginae) бывает вследствие недостаточного развития нижних отделов мюллеровых проходов. Матка, маточные трубы при аплазии представлены в виде мышечного и соединительнотканевого тяжей — Синдром Майера — Рокитанского — Кустера — Хаузера. Аплазия влагалища сопровождается аменореей, половая жизнь невозможна.
Лечение. Аплазию влагалища лечат только хирургическим путём. Для создания искусственной вагины используют кожаный лоскут или участок сигмовидной или прямой кишки. Последнее время искусственную вагину создают из брюшины заднего свода.

### Атрезия вагины
Атрезия вагины — полное заращение влагалища. Симптоматика и диагностика те же, что и при аплазии влагалища.

### Гинатрезия
Гинатрезия — нарушение проходимости полового канала в области девственной плевы (atresia hymenalis), влагалища (atresia vaginalis), матки (atresia uterina).
Гинатрезии возникают вследствие врождённых дефектов мюллеровых протоков, перенесённых внутриутробных инфекций (врождённая атрезия). Воспалительные процессы, перенесённые в детстве или в зрелом возрасте (дифтерия, сепсис), могут привести к рубцеванию и закрытию просвета того или иного полового канала (приобретённая гинатрезия).

#### Атрезия гимена
Атрезию гимена выявляют только с наступления половой зрелости, когда обнаруживается отсутствие менструаций. Кровь, выделяющаяся при менструации, накапливается во влагалище, растягивая его стенки (haematocolpos). Переполненая кровью вагина принимает опухолевидную форму, верхний полюс которой вместе с маткой размещается выше плоскости входа в малый таз.
При значительном растяжении влагалища могут возникнуть симптомы сжатия мочевого пузыря и кишечника, боль в пояснице, а также схваткообразные боли и нарушение общего состояния в дни, соответствующие менструации.
Диагностика. Распознать атрезию гимена нетрудно. При осмотре выявляется выпячивание наружу девственной плевы синеватого цвета (давление и просвечивание крови). Ректоабдоминальное исследование в области влагалища выявляет опухолевидное эластичное образование, на верхушке которого расположена матка.
Лечение сводится к крестообразному разрезу девственной плевы и удалению содержимого влагалища. Операцию проводят, соблюдая правила асептики. С целью профилактики повторной атрезии нужно на края разреза наложить швы.

#### Атрезия вагины
Атрезия вагины может локализоваться в верхней, средней или нижней трети влагалища.
Основным симптомом является отсутствие менструаций (аменорея). Скопление крови проходит выше атрезии, постепенно заполняется и растягивается канал шейки матки и полости матки (haematometra). Матка и трубы растягиваются, истончаются и принимают эластичную консистенцию.

#### Атрезия матки
При атрезии матки менструальная кровь задерживается в полости матки. Последняя превращается в круглое, эластичной формы образование. В дальнейшем кровь проникает в просвет труб. При закрытии абдоминальных отверстий маточных труб возникает двусторонний гематосальпинкс. Гематометра и гематосальпинкс опасны, так как приводят к разрыву стенки матки или трубы с последующим попаданием содержимого в брюшную полость, что может обусловить возникновение перитонита.
Лечение в основном хирургическое. Операцию проводят осторожно, соблюдая правила асептики. При атрезии вагины проводят иссечение заросшего пространства. При наличии обширной атрезии иссечение заканчивают пластической операцией.

## Аномалии развития матки

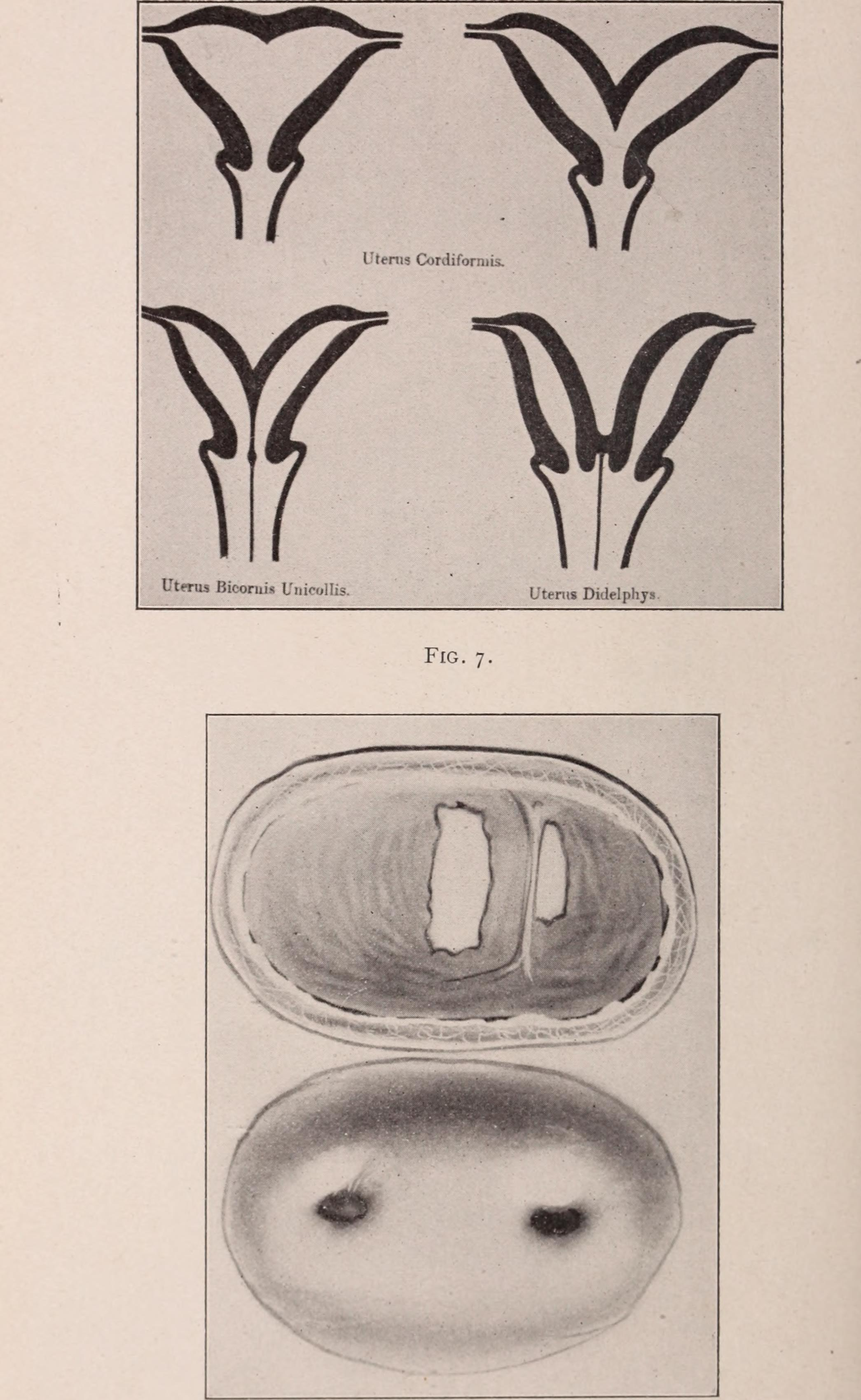
Разные формы удвоения матки или матки и влагалища (верхний рисунок), двойной маточный зев (нижний рисунок)

1. Удвоение матки и влагалища возникает вследствие нарушения процесса соединения тех отделов мюллеровых протоков, из которых при нормальном эмбриогенезе образуются матка и вагина.
2. Uterus didelphys — наличие двух самостоятельных половых органов двух маток (в каждой есть одна труба и один яичник) двух шеек, двух вагин. Матки и вагины размещаются отдельно, между ними находятся мочевой пузырь и прямая кишка. Две половины могут быть развиты удовлетворительно или неравномерно: возможна полное или частичное отсутствие полости в одной или обеих половинках. Беременность может наступать по очереди в каждой матке. Этот вид аномалии лечения не требует.
3. Uterus duplex et vagina duplex — наличие двух маток, двух шеек и двух вагин. Но, в отличие от первой формы, обе матки соединяются на ограниченном участке, чаще в области шейки матки, фиброзно-мышечной перегородкой. Одна из маток уступает по величине и в функциональном отношении. На менее развитой матке может быть атрезия маточного зева.
При частичной атрезии одной вагины возможно скопление крови — haematocolpos lateralis. Если в верхнем отделе влагалища имеется закупорка, то возможно инфицирование накопившейся кровью и образование абсцесса в атрезированом влагалище. При наличии полости в рудиментарном роге матки и аплазии влагалища накапливается менструальная кровь и образуется haematometra.
В рудиментарный рог, из маточной трубы может проникнуть оплодотворённая яйцеклетка.
Беременность в рудиментарном роге протекает по типу внематочной беременности и подлежит оперативному лечению.
4. Uterus bicornis — двурогая матка возникает от слияния парамезонефральних ходов. В результате наблюдается общая вагина, а другие органы раздвоенные. Как правило, органы на одной стороне выражены слабее, чем на другой.

При двурогой матке может быть две шейки — uterus bicollis. При этом вагина имеет обычное строение или в ней может быть частичная перегородка.
Иногда при двурогой матке может быть одна шейка, которая образуется от полного слияния обеих половин — uterus bicornis uncollis.
Возможно почти полное слияние обоих рогов за исключением дна, где образуется седловидное углубление — седловидная матка (uterus arcuatus). В седловидной матке может быть перегородка, которая распространяется на всю полость, или частичная перепонка в области дна или шейки матки.
При удовлетворительном развитии одного рога матки и резко выраженном рудиментарном состоянии другой образуется единорогая матка — uterus unicornus.
Клиническая картина. Удвоение матки и влагалища может протекать бессимптомно. При достаточно удовлетворительном развития обоих или даже одной матки менструальная и половая функции не нарушаются.
Беременность может наступать то в одной, то в другой полости матки, возможно нормальное течение родов и послеродового периода. Если разные степени удвоений сочетаются с недоразвитием яичников и матки, возникают симптомы, характерные при задержке развития (нарушение менструальной, половой и детородной функций). Часто встречаются самопроизвольные выкидыши, родовая слабость, кровотечения в послеродовом периоде. Гематокольпос и гематометра сопровождаются болью, повышением температуры. При пальпации живота выявляют безболезненную смещающуюся опухоль.
Диагностика. Распознать удвоение матки и влагалища в большинстве случаев нетрудно, осуществляют это с помощью обычных методов обследования (бимануальном, обследование с помощью зеркала, зондирования, УЗИ). При необходимости применяют метросальпингографию, лапароскопию.
Лечение. Удвоение матки и влагалища протекают бессимптомно и лечения не требуют.
При наличии перегородки во влагалище, которая препятствует рождению плода, проводят её рассечение.
При наличии симптомов задержки развития гениталий назначают циклическую гормональную терапию.
При скоплении крови в атрезованом влагалище или в рудиментарном роге требуется хирургическое лечение. При наличии аномалий матки проводят хирургическую коррекцию — операцию метропластики.